# Kochiana brunnipes
Kochiana brunnipes là một loài nhện trong họ Theraphosidae.
Loài này thuộc chi Kochiana. Kochiana brunnipes được Carl Ludwig Koch miêu tả năm 1842.